# Julia Nava de Ruisánchez
Julia Nava de Ruisánchez connu également sous le nom de Ruiz Sánchez, née le 2 février 1883 à Galeana dans l'État du Nuevo León et morte le 2 mai 1964 à Mexico, est une écrivaine et militante féminine mexicaine ayant participé à la Révolution mexicaine.

## Biographie
Julia Nava de Ruisánchez a suivi l'école de formation des enseignants de l'État et en 1900, devint directrice de l'école secondaire de Tula située dans l'État de Tamaulipas.
En 1904, elle fonde à Mexico, la "Sociedad Protectora de la Mujer" (Société protectrice des femmes), la plus ancienne association féministe du Mexique.
En 1909, elle prend part à l'opposition au président mexicain Porfirio Díaz en rédigeant notamment des articles anti-gouvernementaux dans des journaux d'opposition. 
En 1910, elle co-fonde avec sa compatriote révolutionnaire Dolores Jiménez y Muro le "Club Antirreeleccionista Hijas de Cuauhtémoc" (Club d'Anti-Réélection des femmes de Cuauhtémoc). À la suite de plusieurs réunions organisées dans leur maison, son mari finit par être arrêté. 
En 1913, elle continua le combat contre le nouveau président mexicain Victoriano Huerta, notamment en distribuant des tracts imprimés par la révolutionnaire Maria Arias Bernal. Peu après, elle rejoint avec sa camarade Dolores Jiménez y Muro, les forces révolutionnaires d'Emiliano Zapata. Son opposition politique au président Victoriano Huerta déboucha sur son arrestation. 
Après sa libération et la fin de la Révolution mexicaine, elle participa au "Consejo Feminista Mexicano" (Conseil féministe mexicain). En 1921, elle édita la revue bimensuelle, "La Mujer y la vida" (La Femme et la vie). 
En 1922, elle participe à la délégation féminine, représentant le Mexique, comprenant Elena Torres, Eulalia Guzmán et Luz Vera, lors de la Feminist Council at the Pan-American Women's Conference tenue à Baltimore aux États-Unis.
En 1926, elle fonda le premier établissement d'enseignement du Mexique pour le travail social " Escuela de Enseñanza Doméstica". La pédagogie de cette école reçut une reconnaissance officielle gouvernementale que le 2 février 1933. Cette reconnaissance a contribué aux femmes mexicaines d'entrer dans la vie active et de s'insérer dans la vie sociale et économique du pays.